# The Outlast Trials
The Outlast Trials est un jeu vidéo de type survival horror psychologique coopératif développé et édité par Red Barrels, sorti le 5 mars 2024 sur Microsoft Windows, PlayStation 4, PlayStation 5, Xbox One et Xbox Series. Il fait partie de la franchise Outlast mais il ne s’agit pas d’une suite directe à Outlast 2 (2017). Le jeu met en scène des cobayes d'une mystérieuse expérience de la guerre froide qui tente de s'échapper d'un centre de test.

## Univers et contexte
The Outlast Trials revient sur les premières expériences de la Murkoff Corporation, l'entreprise antagoniste de la série. Cet épisode prend place en 1959, en pleine guerre froide. La CIA est en plein développement du célèbre et iconique projet MK-Ultra, effectif de 1953 jusqu'au début des années 1970. C'est dans ce contexte que se place le jeu. En effet, la CIA collabore avec la Murkoff Corporation tout en la finançant pour obtenir les meilleurs résultats possibles concernant la manipulation mentale. Des cobayes humains sont alors utilisés. Ils sont des marginaux, des sans-abris, des prostitués et toutes personnes volontaires ou ayant été forcés à participer à ces expériences. The Outlast Trials permet au joueur de jouer un de ces cobayes.

## Système de jeu
The Outlast Trials reprend les éléments de gameplay de ses prédécesseurs tout en les améliorant et en ajoutant des fonctionnalités. En effet, l'ajout du multijoueur coopératif est renforcé par un système de machines qui sont actuellement au nombre de quatre. La première permet d'étourdir les ennemis, la seconde de les aveugler, la troisième de se soigner soi et ses coéquipiers et la dernière de voir les ennemis, certains éléments importants et consommables à travers les murs. Les machines sont toutes utilisables durant une durée limitée et se rechargent avec le temps. Huit améliorations sont disponibles pour chaque machine, permettant notamment de prolonger son utilisation ou de l'obtenir dès le début de l'épreuve. Le joueur peut aussi acheter des amplis. Ces dernières sont des capacités facilitant la réussite des épreuves. Elles s'appliquent par exemple au bruit, aux cachettes, à la régénération de la santé, etc. Enfin, le joueur peut améliorer ses capacités physiques avec les prescriptions, comme une place en plus dans son inventaire, la capacité d'autodéfense, l'augmentation de l'endurance ou la prolongation de la durée des batteries. Les déblocages et améliorations de machines, amplis ou prescriptions ne sont pas limités dans le temps : ils sont acquis de manière définitive. Chacune de ces catégories de produits correspond à un personnage : les machines s'obtiennent et s'améliorent dans l'atelier de Cornelius Noakes, les amplis en contrebande dans la cantine avec Dorris et les prescriptions dans la pharmacie d'Emily Barlow.
Comparé aux premiers jeux, cet opus propose un créateur de personnage qui permet de choisir son sexe, ses vêtements ou de porter divers accessoires. Le personnage possède aussi sa propre chambre qu'il peut aussi personnaliser. Tout ces accessoires et cosmétiques sont pour l'instant achetables avec des crédits, représentés dans le jeu par des sacs pleins d'argent. Cette monnaie s'obtient en effectuant des épreuves.
La logique du jeu étant de proposer de l'auto-défense, il est possible d'étourdir ses ennemis grâce à des briques ou des bouteilles vides, en plus de certaines capacités citées précédemment. De plus, d'un point de vue esthétique, la caméra avec vision nocturne laisse place à des lunettes de vision nocturne. Enfin, la maniabilité a été améliorée, notamment avec le saut d'obstacle, la vitesse ainsi que la liberté de mouvement.
Le level design se voit aussi modifié : il reprend les codes des milieux fermés de l'asile de Mount Massive du premier Outlast et de son DLC. En effet, les joueurs évoluent dans des milieux clos créés et aménagés de toutes pièces par la Murkoff Corporation. On peut d'ailleurs voir et entendre derrière des grilles, des vitres ou en hauteur des installations de Murkoff avec des scientifiques prenant des notes ou des gardes surveillant les épreuves. In fine, le but est d'accomplir divers objectifs pour le compte de l'entreprise en évitant de mourir sous les coups des PNJ hostiles. Avant de commencer à jouer, les joueurs peuvent interagir dans un lobby permettant de naviguer, améliorer ses capacités et constituer des équipes pour jouer des parties. Ce lobby se présente comme une sorte de salle de repos avec les chambres des joueurs au rez-de-chaussée et à l'étage. On trouve également l'atelier de Cornelius Noakes, la pharmacie d'Emily Barlow ainsi qu'un réfectoire à l'étage où Dorris vend ses amplis. Un mini-jeu est disponible : le bras de fer. Lorsque l'épreuve est choisie, le ou les joueurs sont expédiés dans la map associée au moyen d'une sorte de wagon se déplaçant jusqu'à la station du programme choisi.
Plusieurs difficultés doivent être gérées pour réussir. En effet, en plus des ennemis, le joueur doit aussi éviter les pièges présents, notamment des bombes placées au sol ou des croix se plantant dans le thorax du personnage si celui-ci ouvre une porte piégée. Le fait d'être touché par ces pièges fait baisser la vie du joueur. Mais une autre mécanique vient complexifier le tout : la santé mentale/psyché. Si la barre de santé mentale se vide, le personnage commence à trembler et à avoir des hallucinations. Lorsque la barre est totalement vidée, la santé du joueur baisse progressivement et des apparitions d'une entité inconnue surviennent. Le joueur a alors deux solutions : soit il trouve un antidote permettant de soigner sa folie, soit il arrive à se maintenir en vie jusqu'à ce que sa santé se stabilise (au bout d'une trentaine de secondes). Il est généralement nécessaire d'utiliser des soins pour cela. De plus, l'entité évoquée précédemment passe à travers les murs et apparaît parfois soudainement pour surprendre le joueur, comme s'il était traqué. Seul le joueur concerné voit cette entité, ses coéquipiers ne la voient pas.
À noter qu'il existe plusieurs difficultés pour chaque épreuve. Elles ne sont pas représentées par des modes mais par des variables de complexité. En effet, en plus de l'épreuve en difficulté "basique" (c'est-à-dire aucune variable), le jeu propose d'autres difficultés comportant généralement 3, 4 ou 6 variables. Ces dernières changent alors significativement le gameplay. Par exemple, elles peuvent ajouter plus de pièges, plus d'ennemis ou encore les rendre plus persévérants dans la recherche des joueurs. Lorsque terminée, une épreuve rapporte une note allant de A+ à D et un nombre de points équivalent à la performance. Ces derniers permettent alors de monter en niveau pour débloquer des cosmétiques ou des compétences. Enfin, fait rare dans les jeux vidéos : la rareté et la nature des cosmétiques sont aléatoires lorsque débloqués. Par exemple, lorsqu'un joueur débloquera tel cosmétique au niveau 5, un autre joueur débloquera le même au niveau 22, là où dans beaucoup d'autres jeux le même cosmétique est déblocable au niveau 5 pour tous les joueurs.
Enfin, l'histoire est présentée d'une manière similaire aux anciens jeux. En effet, des documents sont disséminés un peu partout dans les épreuves. Cela permet d'en apprendre plus sur le contexte et l'histoire de la Murkoff Corporation.

## Développement
Outlast 3 est annoncé en décembre 2017, mais aucun délai ni plate-forme cible ne sont confirmés. Lors de cette annonce, Red Barrels déclaré que, comme ils ne pouvaient pas facilement ajouter du contenu téléchargeable pour Outlast 2 en raison de sa structure, ils ont un projet distinct plus petit lié à Outlast qui sortira avant Outlast 3.
Le cofondateur de Red Barrels, David Chateauneuf, a déclaré que la preuve de concept était terminée et que l'équipe du jeu était désormais en mode développement. Une quarantaine de personnes travaillent sur le jeu, en comparaison à une dizaine pour Outlast et une vingtaine pour Outlast 2.
Initialement, la seule plate-forme disponible est le PC via Steam et Epic Games Store.

### Annonces
Le 4 décembre 2019, Red Barrels publie une image teaser du jeu.
Le 13 juin 2020, une vidéo teaser est postée, annonçant une sortie en 2021.
Finalement, le 25 août 2021, lors de la Gamescom, Red Barrels annonce le report du jeu à 2022 à travers une bande-annonce de gameplay. Le trailer précise tout de même que les extraits montrés ne reflètent pas le résultat final du jeu, et que des modifications sont susceptibles d'être faites. On y voit que le joueur peut utiliser sa légitime défense contre ses assaillants, ce qui est inhabituel à la franchise où dans les précédents opus, le joueur ne pouvait que s'enfuir ou se cacher.
Le 29 octobre 2021, Red Barrels publient sur leur chaîne YouTube la première vidéo d'une série "Behind the Scene" (making-of) intitulée "Trial", on y lit à la fin de cette dernière que le documentaire complet du making-of sera disponible à la sortie finale du jeu (qui devait être 2022). Ce making-of traite de nombreux aspects du développement du jeu comme la création de l'univers sonore (musiques et sons), des personnages, de l'histoire, de la narration, de l'animation ou même de la "psychologie de l'horreur" (comment faire peur aux joueurs).
Un an plus tard, le 23 août 2022, toujours lors de la Gamescom, une bêta fermée est annoncée à travers un trailer dévoilant de nouvelles images du jeu. Elle a lieu du 28 octobre au 1er novembre 2022.
Le 10 mars 2023, le studio annonce la sortie en accès anticipé du jeu sur Steam et sur l'Epic Game Store pour le 18 mai 2023.
Après la sortie en accès anticipé, deux mises à jour ont alors lieu, respectivement en mai et en juin. Celles-ci visent surtout à corriger des bugs et rééquilibrer la difficulté des différentes épreuves "trials".
Le 23 août 2023, des annonces majeures sont faites dans un communiqué Steam : Red Barrels annonce travailler activement pour que le jeu puisse sortir en 2024 sur consoles. De plus, le contenu de la prochaine grande mise à jour du jeu prévue pour Halloween est révélé : un programme 4, ainsi que son épreuve et ses MK-Défi, sera introduit ; le programme X sera adapté en conséquence ; un programme Halloween à durée limitée et récompenses spéciales sera disponible ; de nouvelles machines, amplis et prescriptions seront introduites ; de nouveaux cosmétiques et accessoires seront déblocables et achetables ; un nouveau mini-jeu sera disponible dans le lobby.
Le 8 décembre 2023, au cours des Games Awards, une nouvelle bande-annonce rapporte le portage du jeu sur consoles (PlayStation 4, PlayStation 5, Xbox One et Xbox Series) et une date de sortie officielle au 5 mars 2024.

## Réception critique
- GamesRadar+ : [21]
- IGN : 7/10[22]